# سیارک ۱۵۲۷
سیارک ۱۵۲۷ (به انگلیسی: 1527 Malmquista، نامگذاری:1939UG) هزار و پانصد و بیست و هفتمین سیارک کشف شده‌است که در ۱۸ اکتبر ۱۹۳۹ کشف شد.
قدر مطلق سیارک برابر ۱۲٫۲۰ است.